# Бєлянкін Федір Павлович
Фе́дір Па́влович Бєля́нкін (*5 січня 1892, Ніжин — †21 травня 1972, Київ) — український вчений в галузі міцності матеріалів та інженерних конструкцій, академік АН УРСР (з 1948 року).

## Біографія
Народився 5 січня 1892 року в Ніжині. Член КПРС з 1945 року.
В 1921–1952 роках викладав у Київському політехнічному інституті, з 1953 року — професор Київського інженерно-будівельного інституту.

Могила Федора Бєлянкіна

Помер 21 травня 1972 року. Похований в Києві на Байковому кладовищі.

## Наукова робота
Основні публікації і наукові праці присвячені питанням міцності котельної і мостової сталі, вивченню фізико-механічних властивостей гірських порід України, міцності деревини і дерев'яних конструкцій за граничним станом.

### Праці
- До питання про механічні характеристики казанового заліза. К., 1931;
- Деформативность и сопротивляемость древесины как упруго-вязко-пластического тела. К., 1957 [у співавторстві з Яценко В. Ф.].